# أذكار الصباح والمساء
أذكار الصباح والمساء، هي مجموعة من الأذكار وردت عن النبي محمد ﷺ الدعوة لذكرها كل صباح ومساء. ورد عن علماء المسلمين القول بأنها مستحبة وسنة عن النبي محمد ﷺ. والسنّة أن تًذكر أذكار الصباح قبل شروق الشمس وأذكار المساء قبل غروب الشمس.

## تعريفها
هي آيات من القرآن العظيم والأدعية المأثورة في القرآن والحديث والتسبيحات التي ورد ذكرها بطريقة مخصوصة، في أوقات مخصوصة، بأعداد محددة وثابتة في أحاديث النبي محمد ﷺ يتم تكرار كل ذكر منها أو بعضها كل يوم حسب العدد والوقت المخصوص به.

## أحكامها
أذكار الصباح والمساء سنة عن النبى محمد ﷺ وهي سنة مستحبة، وليست واجبة، وحسب اجتهاد علماء المسلمين يجوز لمن فاتته أذكار الصباح أن يقضيها في غير وقتها، كما لا يشترط الترتيب في قراءتها، أو عدم قطعها ببعض الأعمال؛ ولا يلزم الإتيان بالمأثورات، والأذكار الواردة كلها، بل يجوز الاقتصار على بعضها، وما تيسر منها دون تحديد، لعدم ورود نص عن النبي محمد ﷺ يدل على لزوم ذلك، وكذلك لا حرج في قول المسلم الأذكار وهو محدث، سواء كان حدثه أصغر أم أكبر، ولا يشرع قراءتها بشكل جماعي بل تقرأ على وجه الانفراد، ويستحب للمسلم الاشتغال بالذكر والدعاء في الليل والنهار، لقوله تعالى:  فَاصْبِرْ عَلَى مَا يَقُولُونَ وَسَبِّحْ بِحَمْدِ رَبِّكَ قَبْلَ طُلُوعِ الشَّمْسِ وَقَبْلَ غُرُوبِهَا وَمِنْ آنَاءِ اللَّيْلِ فَسَبِّحْ وَأَطْرَافَ النَّهَارِ لَعَلَّكَ تَرْضَى  .

## أوقاتها
يمكن القول بأن وقت قراءة أذكار الصباح يبدأ من صلاة الفجر وحتى وقت الزوال، ووقت قراءة أذكار المساء يبدأ من وقت الزوال وحتى منتصف الليل، وذلك لاختلاف العلماء في تحديد أوقات أذكار الصباح والمساء؛ فمنهم من قال بأنَّ وقت أذكار الصباح بعد طلوع الفجر وحتى طلوع الشمس، وآخرون يقولون بأنه ينتهي بانتهاء وقت الضحى، أما أذكار المساء فيبدأ من العصر وينتهي عند غروب الشمس، وذهب آخرون بأن بداية الذكر يكون بعد الغروب وحتى منتصف الليل، ومن الآراء الأخرى أن يكون وقت أذكار الصباح إما بعدَ صلاة الفجر أو قبلها، أوبعد طلوع الشمس، أما وقت قراءة أذكار المساء فيكون في آخر النهار وأول الليل.

## الأذكار
وردت العديد من الأحاديث النبوية التي تتضمن ما يُذكر من الأذكار والأدعية في كل صباح ومساء، وقد جمعت العديد من الكُتب والكتيبات هذه الأذكار أو بعضًا منها، أشهرها: كتاب «الأذكار المنتخب من كلام سيد الأبرار» للنووي، وكتاب «الكلم الطيب» لابن تيمية، وكتاب «الوابل الصيب» لابن القيم. وكتيب حصن المسلم لسعيد بن علي بن وهف القحطاني. قال النووي في كتابه الأذكار المنتخب من كلام سيد الأبرار: «باب ما يقال عند الصباح والمساء: اعلم أن هذا الباب واسع جدا ليس في الكتاب باب أوسع منه، وأنا أذكر إن شاء الله تعالى فيه جملا من مختصراته، فمن وفق للعمل بكلها فهي نعمة وفضل من الله تعالى عليه وطوبى له، ومن عجز عن جميعها فليقتصر من مختصراتها على ما شاء ولو كان ذكرا واحدًا.».
وهناك أذكار مخصوصة بوقت الصباح، وأخرى مخصوصة بوقت المساء، إضافة إلى عدد من الأذكار المشتركة في كلا الوقتين، أشهرها:
| الذكر | الوقت          | التكرار | ملاحظات                                                                                   |
| --- | -------------- | ------- | ----------------------------------------------------------------------------------------- |
| أَصْبَحْنا وَأَصْبَحَ المُلْكُ لله وَالحَمدُ لله، لا إلهَ إلاّ اللّهُ وَحدَهُ لا شَريكَ لهُ، لهُ المُلكُ ولهُ الحَمْد، وهُوَ على كلّ شَيءٍ قدير، رَبِّ أسْأَلُكَ خَيرَ ما في هذا اليوم وَخَيرَ ما بَعْدَه، وَأَعوذُ بِكَ مِنْ شرِّ ما في هذا اليوم وَشَرِّ ما بَعْدَه، رَبِّ أَعوذُ بِكَ مِنَ الْكَسَلِ وَسوءِ الْكِبَر، رَبِّ أَعوذُ بِكَ مِنْ عَذابٍ في النّارِ وَعَذابٍ في القَبْر     | الصباح         | 1       | أخرجه مسلم في صحيحه.                                                                      |
| اللّهُمَّ بِكَ أَصْبَحْنا وَبِكَ أَمْسَينا، وَبِكَ نَحْيا وَبِكَ نَمُوتُ وَإِلَيْكَ النُّشُور | الصباح         | 1       | [ 21 ]                                                                                    |
| أَصْبَحْنا عَلَى فِطْرَةِ الإسْلاَمِ، وَعَلَى كَلِمَةِ الإِخْلاَصِ، وَعَلَى دِينِ نَبِيِّنَا مُحَمَّدٍ صَلَّى اللهُ عَلَيْهِ وَسَلَّمَ، وَعَلَى مِلَّةِ أَبِينَا إبْرَاهِيمَ حَنِيفاً مُسْلِماً وَمَا كَانَ مِنَ المُشْرِكِينَ | الصباح         | 1       | أخرجه النسائي وأحمد                                                                       |
| اللّهُمَّ إِنِّي أَصْبَحْتُ أُشْهِدُك، وَأُشْهِدُ حَمَلَةَ عَرْشِك، وَمَلَائِكَتَكَ، وَجَميعَ خَلْقِك، أَنَّكَ أَنْتَ اللهُ لا إلهَ إلاّ أَنْتَ وَحْدَكَ لا شَريكَ لَك، وَأَنَّ مُحَمّداً عَبْدُكَ وَرَسولُك | الصباح         | 4       | أخرجه الترمذي عن أنس بن مالك قال عنه ابن باز حسن لابأس به وأخرجه ابن داود وضعفه الألباني. |
| أَمْسَيْنا وَأَمْسى الملكُ لله وَالحَمدُ لله، لا إلهَ إلاّ اللّهُ وَحدَهُ لا شَريكَ لهُ، لهُ المُلكُ ولهُ الحَمْد، وهُوَ على كلّ شَيءٍ قدير، رَبِّ أسْأَلُكَ خَيرَ ما في هذهِ اللَّيْلَةِ وَخَيرَ ما بَعْدَها، وَأَعوذُ بِكَ مِنْ شَرِّ ما في هذهِ اللَّيْلةِ وَشَرِّ ما بَعْدَها، رَبِّ أَعوذُ بِكَ مِنَ الْكَسَلِ وَسوءِ الْكِبَر، رَبِّ أَعوذُ بِكَ مِنْ عَذابٍ في النّارِ وَعَذابٍ في القَبْر | المساء         | 1       | [ 20 ]                                                                                    |
| اللّهُمَّ ما أَمسى بي مِنْ نِعْمَةٍ أَو بِأَحَدٍ مِنْ خَلْقِك، فَمِنْكَ وَحْدَكَ لا شريكَ لَك، فَلَكَ الْحَمْدُ وَلَكَ الشُّكْر | المساء         | 1       | [ 25 ]                                                                                    |
| أَمْسَيْنَا عَلَى فِطْرَةِ الإسْلاَمِ، وَعَلَى كَلِمَةِ الإِخْلاَصِ، وَعَلَى دِينِ نَبِيِّنَا مُحَمَّدٍ صَلَّى اللهُ عَلَيْهِ وَسَلَّمَ، وَعَلَى مِلَّةِ أَبِينَا إبْرَاهِيمَ حَنِيفاً مُسْلِماً وَمَا كَانَ مِنَ المُشْرِكِينَ | المساء         | 1       | [ 26 ]                                                                                    |
| اللّهُمَّ إِنِّي أَمسيتُ أُشْهِدُك، وَأُشْهِدُ حَمَلَةَ عَرْشِك، وَمَلَائِكَتَكَ، وَجَميعَ خَلْقِك، أَنَّكَ أَنْتَ اللهُ لا إلهَ إلاّ أَنْتَ وَحْدَكَ لا شَريكَ لَك، وَأَنَّ مُحَمّداً عَبْدُكَ وَرَسولُك | المساء         | 4       | أخرجه الترمذي عن أنس بن مالك قال عنه ابن باز حسن لابأس به وأخرجه ابن داود وضعفه الألباني. |
| قراءة الآيتان 285-286 من سورة البقرة | المساء         | 1       | هي أيضًا من أذكار النوم.                                                                   |
| آية الكرسي | الصباح والمساء | 1       | [ 28 ]                                                                                    |
| سورة الإخلاص، سورة الفلق، والناس | الصباح والمساء | 3       | [ 29 ]                                                                                    |
| اللّهمَّ أَنْتَ رَبِّي لا إلهَ إلاّ أَنْتَ، خَلَقْتَني وَأَنا عَبْدُك، وَأَنا عَلى عَهْدِكَ وَوَعْدِكَ ما اسْتَطَعْت، أَعوذُبِكَ مِنْ شَرِّ ما صَنَعْت، أَبوءُ لَكَ بِنِعْمَتِكَ عَلَيَّ وَأَبوءُ بِذَنْبي فَاغْفِرْ لي فَإِنَّهُ لا يَغْفِرُ الذُّنوبَ إِلاّ أَنْتَ | الصباح والمساء | 1       | يُدعى دعاء سيد الاستغفار، وهو حديث صحيح.                                                   |
| رَضيتُ بِاللهِ رَبَّاً وَبِالإسْلامِ ديناً وَبِمُحَمَّدٍ صلى الله عليه وسلم نَبِيّاً | الصباح والمساء | 3       | [ 32 ]                                                                                    |
| بِسمِ اللهِ الذي لا يَضُرُّ مَعَ اسمِهِ شَيءٌ في الأرْضِ وَلا في السّماءِ وَهوَ السّميعُ العَليم | الصباح والمساء | 3       | [ 33 ]                                                                                    |
| اللّٰهُمَّ عافِني في بَدَني، اللّٰهُمَّ عافِني في سَمَعي، اللّٰهُمَّ عافِني في بَصَري، لا إِلٰهَ إِلّا أَنْت، اللّٰهُمَّ إِنّي أَعوذُ بِكَ مِنَ الْكُفر، وَالفَقْر، وَأَعوذُ بِكَ مِنْ عَذابِ القَبْر، لا إلهَ إلاّ أَنْتَ | الصباح والمساء | 3       | [ 34 ]                                                                                    |
| أسْتَغْفِرُ اللهَ وَأتُوبُ إلَيْهِ | الصباح والمساء | 100     | [ 35 ]                                                                                    |

وأذكار أخرى مشهورة بين عامة المسلمين مثل:
- حَسْبِيَ اللّهُ لا إلهَ إلاّ هُوَ عَلَيهِ تَوَكَّلتُ وَهُوَ رَبُّ العَرْشِ العَظيم، (7 مرات).[37] ضعيف
- سُبْحانَ اللهِ وَبِحَمْدِهِ عَدَدَ خَلْقِه، وَرِضا نَفْسِه، وَزِنَةَ عَرْشِه، وَمِدادَ كَلِماتِه، (3 مرات).[38] صحيح
- اللّهُمَّ عافِني في بَدَني، اللّهُمَّ عافِني في سَمْعي، اللّهُمَّ عافِني في بَصَري، لا إلهَ إلاّ أَنْتَ، (3 مرات).[39] ضعيف
- اللّهُمَّ إِنِّي أسْأَلُكَ العافِيةَ في الدُّنْيا وَالآخِرَة، اللّهُمَّ إِنِّي أسْأَلُكَ العَفْوَ وَالعافِيةَ في ديني وَدُنْيايَ وَأهْلي وَمالي، اللّهُمَّ اسْتُرْ عوْراتي وَآمِنْ رَوْعاتي، اللّهُمَّ احْفَظْني مِن بَينِ يَدَيَّ وَمِن خَلْفي وَعَن يَميني وَعَن شِمالي، وَمِن فَوْقي، وَأَعوذُ بِعَظَمَتِكَ أَن أُغْتالَ مِن تَحْتي، (مرة واحدة).[40]
- يَا حَيُّ يَا قيُّومُ بِرَحْمَتِكَ أسْتَغِيثُ أصْلِحْ لِي شَأنِي كُلَّهُ وَلاَ تَكِلْنِي إلَى نَفْسِي طَرْفَةَ عَيْنٍ، (3 مرات).
- اللّهُمَّ عالِمَ الغَيْبِ وَالشّهادَةِ فاطِرَ السّماواتِ وَالأرْضِ رَبَّ كلِّ شَيءٍ وَمَليكَه، أَشْهَدُ أَنْ لا إِلهَ إِلاّ أَنْت، أَعوذُ بِكَ مِن شَرِّ نَفْسي وَمِن شَرِّ الشَّيْطانِ وَشِرْكِهِ، وَأَنْ أَقْتَرِفَ عَلى نَفْسي سوءاً أَوْ أَجُرَّهُ إِلى مُسْلِم، (مرة واحدة).
- اللَّهُمَّ أَنْتَ رَبِّي لا إِلَهَ إِلا أَنْتَ، عَلَيْكَ تَوَكَّلْتُ، وَأَنْتَ رَبُّ الْعَرْشِ الْعَظِيمِ، مَا شَاءَ اللَّهُ كَانَ، وَمَا لَمْ يَشَأْ لَمْ يَكُنْ، وَلا حَوْلَ وَلا قُوَّةَ إِلا بِاللَّهِ الْعَلِيِّ الْعَظِيمِ، أَعْلَمُ أَنَّ اللَّهَ عَلَى كُلِّ شَيْءٍ قَدِيرٌ، وَأَنَّ اللَّهَ قَدْ أَحَاطَ بِكُلِّ شَيْءٍ عِلْمًا، اللَّهُمَّ إِنِّي أَعُوذُ بِكَ مِنْ شَرِّ نَفْسِي، وَمِنْ شَرِّ كُلِّ دَابَّةٍ أَنْتَ آخِذٌ بِنَاصِيَتِهَا، إِنَّ رَبِّي عَلَى صِرَاطٍ مُسْتَقِيمٍ، (مرة واحدة).
- أَعوذُ بِكَلِماتِ اللّهِ التّامّاتِ مِنْ شَرِّ ما خَلَق، (3 مرات).
- اللَّهُمَّ إِنَّا نَعُوذُ بِكَ مِنْ أَنْ نُشْرِكَ بِكَ شَيْئًا نَعْلَمُهُ، وَنَسْتَغْفِرُكَ لِمَا لَا نَعْلَمُهُ، (3 مرات).
- اللَّهُمَّ إِنِّي أَسْأَلُكَ عِلْمًا نَافِعًا، وَرِزْقًا طَيِّبًا، وَعَمَلًا مُتَقَبَّلًا، (مرة واحدة).
- اللَّهُمَّ إنِّي أعُوذُ بكَ مِنَ العَجْزِ والكَسَلِ، والجُبْنِ والبُخْلِ والهَرَمِ، وأَعُوذُ بكَ مِن عَذابِ القَبْرِ، وأَعُوذُ بكَ مِن فِتْنَةِ المَحْيا والمَماتِ.[41]
- يَا رَبِّ، لَكَ الْحَمْدُ كَمَا يَنْبَغِي لِجَلَالِ وَجْهِكَ، وَلِعَظِيمِ سُلْطَانِكَ، (3 مرات).
- اللَّهُمَّ صَلِّ وَسَلِّمْ وَبَارِكْ على نَبِيِّنَا مُحمَّد، (10 مرات).
- لَا إلَه إلّا اللهُ وَحْدَهُ لَا شَرِيكَ لَهُ، لَهُ الْمُلْكُ وَلَهُ الْحَمْدُ وَهُوَ عَلَى كُلِّ شَيْءِ قَدِيرِ، (10 مرات).
- سُبْحانَ اللهِ وَبِحَمْدِهِ، (100 مرة).

## فضلها
جاء في حديث النبي المتفق عليه: مَثَلُ الَّذِي يَذْكُرُ رَبَّهُ وَالَّذِي لا يَذْكُرُ رَبَّهُ مَثَلُ الحَيِّ وَالمَيِّتِ، فحياة القلوب أو موتها وعمران البيوت أو خرابها مرتبط بذكر الله أو الغفلة عنه. وقال ابن القيم في معناه: «وهذا لأن القلب كلما اشتدت به الغفلة، اشتدت به القسوة، فإذا ذكر الله تعالى ذابت تلك القسوة كما يذوب الرصاص في النار». وقال: «فما أذيبت قسوة القلوب بمثل ذكر الله عز وجل».
كما قال عن أذكار الصباح والمساء:« أذكار الصباح والمساء بمثابة الدرع كلما زادت سماكته لم يتأثر صاحبه، بل تصل قوة الدرع أن يعود السهم فيصيب من أطلقه».
وقال ابن عثيمين: «أذكار الصباح والمساء أشد من سور يأجوج ومأجوج في التحصن لمن قالها بحضور قلب»
وقال ابن كثير: «البسُوا مِعطَف الأذكار لِيقِيكم شُرور الإنْس والجَان وقال: ودثّروا أرواحَكُم بالاستْغفار لتَمْحي لكُم ذُنوب اللّيل والنّهَار»

## وصلات خارجية
- أذكار الصباح والمساء، موقع الإسلام سؤال وجواب.
- حكمُ قراءةِ أذكارِ الصَّباح والمساء في الصَّلاة، موقع عبد الرحمن البراك.